# Los Lirios, Nuevo León
Los Lirios är en ort i Mexiko.   Den ligger i kommunen Montemorelos och delstaten Nuevo León, i den centrala delen av landet, 600 km norr om huvudstaden Mexico City. Los Lirios ligger 473 meter över havet och antalet invånare är 250.
Terrängen runt Los Lirios är varierad. Runt Los Lirios är det ganska glesbefolkat, med 32 invånare per kvadratkilometer. Närmaste större samhälle är Montemorelos, 11,4 km öster om Los Lirios. I omgivningarna runt Los Lirios växer huvudsakligen savannskog.